# Peter Mackenzie
Peter Mackenzie (Boston, 19 gennaio 1961) è un attore statunitense.

## Filmografia parziale

### Cinema
- Scuola di pompieri (Firehouse), regia di J. Christian Ingvordsen (1987)
- Good Morning, Vietnam, regia di Barry Levinson (1987)
- Saigon, regia di Christopher Crowe (1988)
- Major League - La grande sfida (Major League: Back to the Minors), regia di John Warren (1998)
- King Kong, regia di Peter Jackson (2005)
- È complicato (It's Complicated), regia di Nancy Meyers (2009)
- Project X - Una festa che spacca (Project X), regia di Nima Nourizadeh (2012)
- 42 - La vera storia di una leggenda americana (42), regia di Brian Helgeland (2013)
- L'ultima parola - La vera storia di Dalton Trumbo (Trumbo), regia di Jay Roach (2015)
- Tempo limite (Term Life), regia di Peter Billingsley (2016)
- L'eccezione alla regola (Rules Don't Apply), regia di Warren Beatty (2016)

### Televisione
- Ma che ti passa per la testa? (Herman's Head) – serie TV, 72 episodi (1991-1994)
- Profiler - Intuizioni mortali (Profiler) – serie TV, un episodio (1992)
- E.R. - Medici in prima linea (ER) – serie TV, un episodio (2002)
- Cold Case - Delitti irrisolti (Cold Case) - serie TV, episodio 4x05 (2006)
- Hart of Dixie – serie TV, 12 episodi (2011-2015)
- Non fidarti della str**** dell'interno 23 (Don't Trust the B---- in Apartment 23) – serie TV, 8 episodi (2012-2013)
- Castle – serie TV, episodio 6x04 (2013)
- Black-ish – serie TV, 168 episodi (2014-2022)
- 2 Broke Girls – serie TV, un episodio (2015)
- Aquarius - serie TV, episodio 2x06 (2016)

## Doppiatori italiani
Nelle versioni in italiano delle opere in cui ha recitato, Peter Mackenzie è stato doppiato da:
- Ambrogio Colombo in CSI: Miami, Close to Home - Giustizia ad ogni costo, Law & Order: LA
- Lucio Saccone in Criminal Minds, È complicato, Castle
- Oliviero Dinelli in Cold Case - Delitti irrisolti, L'eccezione alla regola
- Raffaele Palmieri in Non fidarti della str**** dell'interno 23, L'ultima parola - La vera storia di Dalton Trumbo
- Stefano Alessandroni in Dahmer - Mostro: la storia di Jeffrey Dahmer
- Giorgio Locuratolo in CSI - Scena del crimine (ep. 2x16)
- Roberto Pedicini in CSI - Scena del crimine (ep. 9x06)
- Stefano Santospago in Ma che ti passa per la testa?
- Saverio Indrio in Project X - Una festa che spacca
- Claudio Capone in Profiler - Intuizioni mortali
- Roberto Accornero in How I Met Your Mother
- Alberto Angrisano in NCIS - Unità anticrimine
- Fabrizio Dolce in Nine Perfect Strangers
- Nicola Braile in Grace and Frankie
- Natale Ciravolo in Ally McBeal
- Antonio Palumbo in The Mentalist
- Gianluca Machelli in Your Honor
- Paolo Buglioni in Black-ish
- Dario Oppido in Aquarius
- Edoardo Nordio in Hart of Dixie
- Andrea Lavagnino in Mad Men
- Danilo Bruni in Scandal
- Simone Mori in Malcolm